# Solco alpino
Il Solco alpino (sillon alpin in francese) è il territorio sito nelle Alpi francesi, che si estende per circa 330 km da Ginevra a Valence, passando per Annecy, Chambéry e Grenoble. Vi si osserva uno sviluppo urbano maggiore a partire dagli anni 1980. Esso è comunemente suddiviso in due parti: quello settentrionale, fra Ginevra e Chambéry, e quello meridionale fra Chambéry e Valence. L'area è al centro di un progetto di creazione di un polo metropolitano.

## Trasporti
Il solco alpino è percorso dalle autostrade A 41 (Liane et Alpine), A 48 (Grenoble-Lione) e A 49 (Moirans-Valence) come dalla linea ferroviaria del Solco alpino, che collega fra loro tutte le città del territorio.

## Sviluppo economico e tecnologico
Il solco alpino è costituito da due principali poli di attività :
- l'energia, ed in particolare l'energia solare e quella  fotovoltaica, i cui principali poli di competenze sono situati a Grenoble e Chambéry,
- le microtecnologie e le nanotecnologie, i cui principali sviluppi si concentrano intorno a Grenoble.

## Verso un polo metropolitano
Il 21 ottobre 2011, a Chambéry, i presidenti e sindaci delle città principali e degli agglomerati del Solco alpino (Valence Agglo – Sud Rhône-Alpes, Comunità d'agglomerazione dei Pays de Romans, Comunità d'agglomerazione del Pays voironnais, Comunità d'agglomerazione Grenoble Alpes Métropole, Comunità d'agglomerazione Chambéry métropole, Comunità d'agglomerazione d'Annecy e Annemasse Agglo) hanno annunciato la creazione, all'inizio del 2012, di un polo metropolitano. Una nuova forma di cooperazione che dovrà permettere di costruire «… le fondamenta di una comunità di destini per offrire ai suoi abitanti un quadro di vita di qualità duraturo